# Rammstein

Logotyp zespołu

Logo zespołu Rammstein

Rammstein (często zapisywane skrótowo jako R+) – niemiecki zespół industrial metalowy, nurtu Neue Deutsche Härte, powstały w 1994 roku.
Członkami zespołu od początku jego istnienia są: Till Lindemann (wokal), Richard Z. Kruspe (gitara), Paul Landers (gitara), Oliver Riedel (gitara basowa), Christoph Schneider (perkusja) oraz Christian Lorenz (instrumenty klawiszowe).
Zespół wielokrotnie przyznawał się do czerpania inspiracji zespołem Laibach, pod którego wpływem powstało logo zespołu – krzyż autorstwa Kazimierza Malewicza (będący również logiem Laibacha) z literą „R”. Oba elementy tworzą skrót zespołu („R+”).
Większość tekstów jest wykonywana w języku niemieckim, ale niektóre także w językach angielskim, rosyjskim, hiszpańskim i francuskim.
Formacja debiutowała w 1995 roku albumem Herzeleid, jednakże prawdziwy rozgłos zyskała dopiero po wydaniu albumu Sehnsucht z 1997 roku, który do chwili obecnej jest najlepiej sprzedającym się wydawnictwem zespołu. W samych Stanach Zjednoczonych płyta ta sprzedała się w rekordowym nakładzie miliona egzemplarzy, otrzymując certyfikat platynowej płyty, według Recording Industry Association of America, amerykańskiego zrzeszenia wydawców fonografii, przyznającego wyróżnienia za nakład płyt. Oprócz tego, grupa wystąpiła w nowojorskiej hali Madison Square Garden, goszczącej największych artystów światowej sceny muzycznej.

## Nazwa
Nazwa zespołu pochodzi od amerykańskiej bazy lotniczej (Ramstein Air Base) w Niemczech, położonej obok miasta Ramstein-Miesenbach, w której miał miejsce wypadek lotniczy, o którym grupa nagrała utwór o tej samej nazwie. Początkowo nazwa zespołu brzmiała „Rammstein Flugschau”, która jednak wkrótce została skrócona do Rammstein. Paul Landers, jeden z ówczesnych twórców nowej nazwy, w późniejszym czasie wyjaśnił, iż nowa nazwa zespołu była wymyślona prześmiewczo i ze względu na niewiedzę omyłkowo zapisana przez dwa M. Pomimo innych pomysłów na nazwę zespołu (m.in. Milch, Erde oraz Mutter) grupa pozostawiła ówczesne nazewnictwo.

## Historia
Zespół Rammstein został założony przez gitarzystę Richarda Kruspe. W 1989 r., po ucieczce z NRD do Berlina Zachodniego, założył tam zespół Orgasm Death Gimmick. W tym czasie był pod silnym wpływem amerykańskiej muzyki, szczególnie zespołu Kiss. Po upadku Muru Berlińskiego przeprowadził się do Schwerina, gdzie Till Lindemann (późniejszy wokalista zespołu) pracował jako wyplatacz koszów wiklinowych i grał na perkusji w zespole First Arsch. W tym czasie Oliver Riedel z zespołu The Inchtabokatables i Richard mieszkali razem w wynajmowanym mieszkaniu, natomiast Christoph Schneider grał w zespole Die Firma. Richard wkrótce uświadomił sobie, że muzyka, którą dotąd tworzył, nie odzwierciedla jego rzeczywistych sympatii, i że się z nią nie utożsamia. Stwierdził, że chciałby stworzyć coś nowego, co łączyłoby w sobie industrialne dźwięki z muzyką gitarową. Richard, Olivier oraz Christoph rozpoczęli prace nad urzeczywistnieniem swojego pomysłu. Wkrótce Kruspe uświadomił sobie, że nie potrafi jednocześnie pracować nad tworzeniem tekstów piosenek i komponowaniem muzyki, namówił więc Tilla Lindemanna do dołączenia do zespołu. Pierwsze „przesłuchanie” przyszłego wokalisty zespołu odbyło się przypadkowo, gdy Richard podsłuchał Lindemanna podczas wyplatania koszyków.
W 1994 r. odbył się konkurs dla amatorskich zespołów w Berlinie, którego zwycięzca miał otrzymać możliwość nagrania czterech utworów na płycie demo w profesjonalnym studio nagraniowym. Kruspe, Schneider, Riedel i Lindemann wzięli udział w tym turnieju, wygrali go i tym samym przyciągnęli uwagę Paula Landersa, który chciał wziąć udział w ich muzycznym projekcie już po przesłuchaniu nagranego demo. Aby skompletować sekstet, Rammstein zaprosił do współpracy Christiana „Flake” Lorenza, który grał z Paulem H. Landersem w zespole Feeling B. Na początku Lorenz nie był przekonany do współpracy z zespołem, ale ostatecznie się zgodził.
Rammstein rozpoczął nagrywanie pierwszego studyjnego albumu Herzeleid („Cierpienia serca”) w marcu 1995 z producentem Jacobem Hellnerem. Ich pierwszy singiel Du riechst so gut („Pachniesz tak dobrze”) został opublikowany 17 sierpnia i umieszczony na albumie wydanym 24 września 1995. W tym samym roku zespół odbył trasę koncertową z zespołem Clawfinger. Był m.in. w Warszawie i Pradze oraz zorganizował drugą trasę od 2 do 22 grudnia, podczas której odbyło się 17 koncertów, co znacznie zwiększyło popularność zespołu w Niemczech. Na początku 1996 odbyło się kilka kolejnych koncertów zespołu i 8 stycznia 1996 ukazał się drugi singiel grupy – Seemann.
27 marca 1996 Rammstein wystąpił w stacji telewizyjnej MTV w programie Hanging Out w Londynie. Był to ich pierwszy koncert w Wielkiej Brytanii. Pierwsze poważniejsze zainteresowanie zespołem poza ojczyzną miało miejsce, gdy dyrektor dźwiękowy Trent Reznor wybrał dwie piosenki zespołu („Heirate Mich” i „Rammstein”) do filmu Zagubiona autostrada, którego reżyserem był David Lynch. Ścieżka dźwiękowa do filmu została wydana na płycie w Stanach Zjednoczonych pod koniec 1996, natomiast w Europie w kwietniu 1997.
Od września do października 1996, Rammstein odbył trasę koncertową po Niemczech, Austrii i Szwajcarii, wykonując rocznicowy koncert nazwany „100 lat Rammstein”. Gośćmi podczas tej trasy byli Moby, Bobo i Berlińska Orkiestra Sesyjna.
28 marca 2019 w serwisie YouTube został opublikowany teledysk do singla pt. „Deutschland”, który zapowiadał nowy album. 18 kwietnia zespół oficjalnie przedstawił do niego listę utworów i okładkę. 7. album miał premierę 17 maja 2019.
Rammstein zaczął zapowiadać pierwszy singiel ze swojego ósmego albumu studyjnego 8 marca 2022 roku, publikując klipy na swoich kontach w mediach społecznościowych z hashtagiem „#ZEITkommt”. 10 marca oficjalnie ogłosili tytuł albumu, Zeit, wraz z datą premiery, 29 kwietnia 2022 roku. Tego samego dnia nastąpiło wydanie tytułowego utworu wraz z teledyskiem na YouTubie. Drugi singiel z Zeit, „Zick Zack”, został wydany 7 kwietnia wraz z towarzyszącym mu teledyskiem. Trzeci singiel z tego albumu, „Angst”, został wydany 29 kwietnia wraz z towarzyszącym mu teledyskiem. 25 listopada 2022 roku Rammstein opublikował teledysk do utworu „Adieu” na swoim oficjalnym kanale YouTube.
Po zakończeniu trasy „Stadium Tour” w 2024 roku, członkowie Rammstein ogłosili, że planują dłuższą przerwę od koncertowania, która potrwa co najmniej dwa lata. W tym czasie zespół zamierza skupić się na projektach studyjnych, w tym wydaniu nowego singla „Ramm4” oraz premierze wieloletniego projektu filmowego dokumentującego historię zespołu.

## Muzyka i teksty
Styl grupy ewoluował, początkowo był mocno przesiąknięty elektroniką i industrialnymi dźwiękami, na ostatnich płytach brzmienie zespołu stało się bardziej naturalne, pojawiły się partie wykonywane przez chór i orkiestrę.
Muzykę grupy często określa się mianem Neue Deutsche Härte. Teksty piosenek poruszają tematy często uznawane za mroczne lub kontrowersyjne (jak np. utwór „Mein Teil” zainspirowany historią kanibala z Rotenburga czy „Wiener Blut” zainspirowany sprawą Josefa Fritzla). Obracają się wokół miłości, samotności, perwersji i seksu („Rein raus”, „Bück dich”, „Pussy”, „Sehnsucht”, „Du riechst so gut”, „Dicke titten”). Dotyczą także innych tematów – narkotyków („Adios”), polityki („Amerika”), nekrofilii („Heirate mich”), homoseksualizmu („Mann gegen Mann”), prostytucji („Te quiero puta!”), kazirodztwa i pedofilii („Laichzeit”, „Tier”, „Spiel mit mir”, „Halleluja”).
Autorem większości tekstów jest Till Lindemann.

## Koncerty i teledyski
Koncerty zespołu Rammstein pełne są efektów pirotechnicznych. Zespół przygotowuje stroje i zachowanie na scenie (odgrywa sceny, obrazujące teksty piosenek). Stałym elementem podczas wykonywania utworu „Rammstein” był płonący płaszcz, noszony przez wokalistę, który nawiązuje do katastrofy, o której opowiada ów utwór, jednak w czasie trasy promującej album Reise, Reise został on zastąpiony miotaczami ognia, przymocowanymi do rąk wokalisty. Częstym motywem jest także członek zespołu „odpływający” na pontonie niesionym przez widownię podczas wykonywania utworów „Seemann” i „Stripped” oraz na „Haifisch” lub podczas wykonywania utworu „Feuer frei!” – płonące maski, za pomocą których muzycy plują kolumnami ognia.
Rammstein przykłada dużą wagę do teledysków. W „Ich will” zespół „napada” na bank i bierze zakładników; w „Ohne dich” wspinają się na najwyższy szczyt Alp Ötztalskich – Wildspitze; w „Sonne” przedstawiona jest w krzywym zwierciadle bajka o królewnie Śnieżce i siedmiu krasnoludkach; miłosna ballada „Seemann” jest grana na wysypisku śmieci czy prześmiewczy teledysk z „Amerika”.
Inspirację dla swoich teledysków czerpią czasem z filmów, np. teledysk do utworu „Engel” (nagrodzony niemiecką nagrodą Echo), zainspirowany został przez film Od zmierzchu do świtu, a do „Du hast” przez Wściekłe psy Quentina Tarantino.
Zespół był oskarżany o fascynację nazizmem, zwłaszcza po wykorzystaniu fragmentów filmu Olympia Leni Riefenstahl w teledysku „Stripped”, po czym nagrał utwór „Links 2-3-4”, w którym odpowiedział na oskarżenia, stwierdzając, że ma poglądy lewicowe.

## Dyskografia
Albumy studyjne
- Herzeleid (1995)
- Sehnsucht (1997)
- Mutter (2001)
- Reise, Reise (2004)
- Rosenrot (2005)
- Liebe ist für alle da (2009)
- Rammstein (2019)
- Zeit (2022)

## Nagrody i wyróżnienia
| Rok  | Kategoria               | Tytułem     | Nagroda                         | Nota      | Źródło |
| ---- | ----------------------- | ----------- | ------------------------------- | --------- | ------ |
| 1999 | Best Metal Performance  | „Du hast”   | Grammy                          | Nominacja | [ 15 ] |
| 2005 | Best Live Band          | Rammstein   | Metal Hammer Golden Gods Awards | Nominacja | [ 16 ] |
| 2006 | Best Metal Performance  | „Mein Teil” | Grammy                          | Nominacja | [ 17 ] |
| 2010 | Kerrang! Inspiration    | Rammstein   | Kerrang! Awards                 | Laur      | [ 18 ] |
| 2010 | Best Live Band          | Rammstein   | Metal Hammer Golden Gods Awards | Nominacja | [ 19 ] |
| 2010 | Event of the Year       | „Pussy”     | Metal Hammer Golden Gods Awards | Nominacja | [ 19 ] |
| 2011 | Best Live Band          | Rammstein   | Revolver Golden Gods Awards     | Laur      | [ 20 ] |
| 2012 | Best International Band | Rammstein   | Revolver Golden Gods Awards     | Nominacja | [ 21 ] |
| 2012 | Best Live Band          | Rammstein   | Metal Hammer Golden Gods Awards | Laur      | [ 22 ] |
| 2013 | Most Dedicated Fans     | Rammstein   | Revolver Golden Gods Awards     | Nominacja | [ 23 ] |